# Xiphophorus maculatus
El Platy (Xiphophorus maculatus) és una espècie de peix de la família dels pecílids i de l'ordre dels ciprinodontiformes que es troba a Amèrica: des de Veracruz (Mèxic) fins al nord de Belize.
Els mascles poden assolir els 4 cm de longitud total i les femelles els 6.